# Amanita ibotengutake

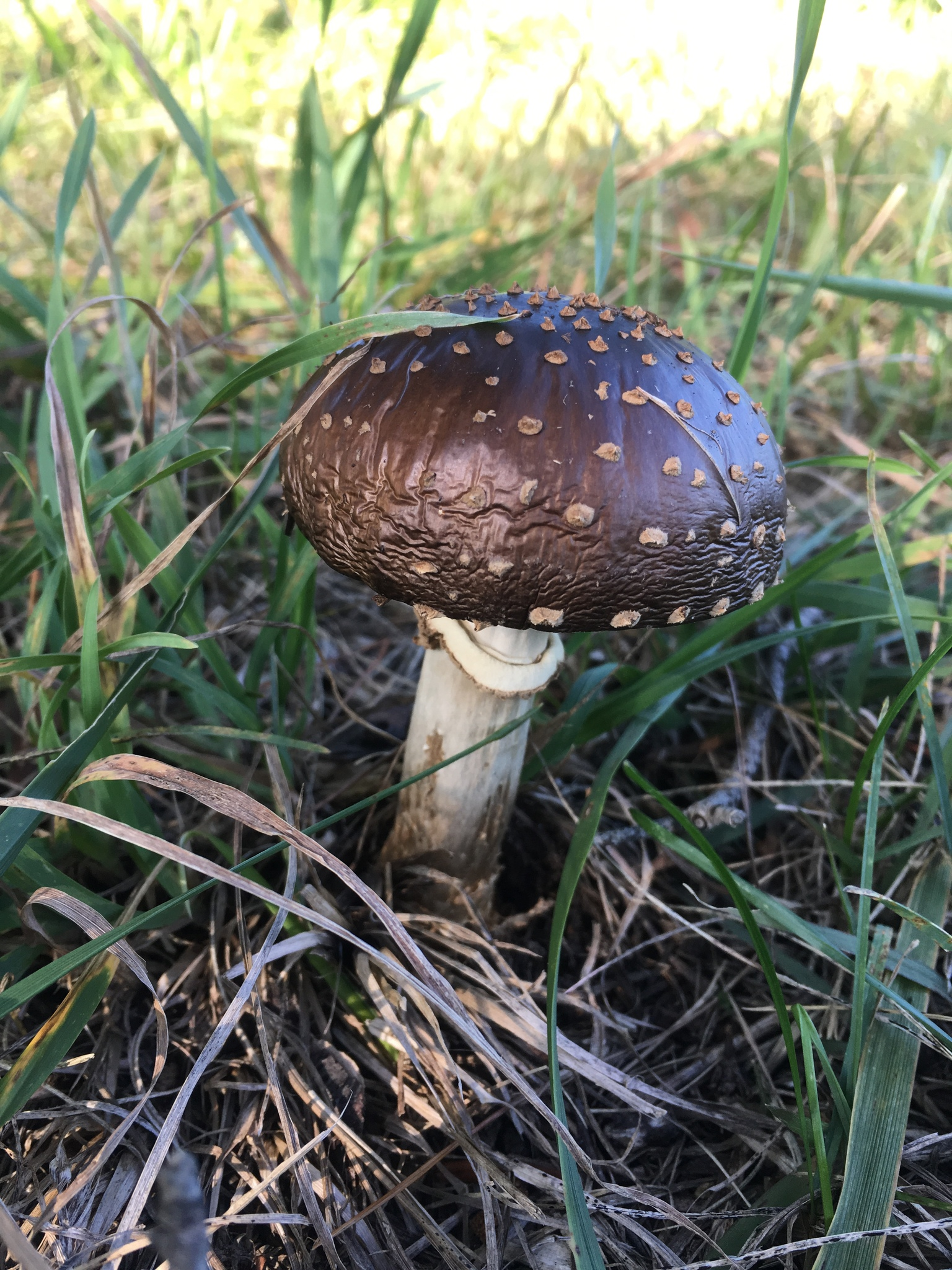
Amanita ibotengutake.

Amanita ibotengutake es una especie de agárico de la familia Amanitaceae nativa de Japón. Se describió por primera vez en 2002 como distinta a nivel genético de A. pantherina, y luego que ha clasificado bajo ese nombre.
El nombre científico deriva del nombre Japonés de A. strobiliformis, ibotengutake (疣天狗茸, lit. "Hongo tengu verrugoso"), que inspiró el nombre de Ácido iboténico. A. ibotengutake contiene ácido iboténico y muscimol, haciéndolo toxico y psicoactivo.